# The Ugly Duckling (film 1920)
The Ugly Duckling è un film muto del 1920 diretto da Alexander Butler.

## Trama
Un supervisore dei telefoni salva il figlio di un banchiere da un addebito che è un furto.

## Produzione
Il film fu prodotto dalla G.B. Samuelson Productions.

## Distribuzione
Distribuito dalla General Film Distributors (GFD), il film uscì nelle sale cinematografiche britanniche nel luglio 1920.